# Vestar Capital Partners
Vestar Capital Partners, est un fonds d'investissements international, comme The Blackstone Group, qui est basé à New York, Denver, Boston, Paris, Milan, Munich et Tokyo.
Créé en 1988, par Robert Rosner, Daniel O'Connell, James P. Kelley, Norman Alpert, Sander Levy, et Arthur Nagle, Vestar aujourd'hui fait plus de 65 transactions de sociétés, ce qui s'estime aujourd'hui à une valeur de près de $17 milliards (US dollars). Vestar 

## Les Fonds
1988 - Vestar Capital Partners (Liquidated)
1993 - Vestar Capital Partners II ($260 millions - Liquidated)
1997 - Vestar Capital Partners III ($803 millions - Fully invested)
1999 - Vestar Capital Partners IV ($2.48 milliards)
2005 - Vestar Capital Partners V ($3.7 milliards)
Le fond (le 5e) est actuellement de $3,7 milliards. (voir site officiel ci-dessous)

## Investissements
Depuis près de 20 ans,  Vestar Capital Partners a accompli près de 65 transactions, incluant Sun Products Corporation plus grand lessivier en Amérique du Nord derrière Procter & Gamble avec les marques de renom : All, Wisk, Surf, Snuggle et Sunlight. Sun Products 
Vestar a également fait l'acquisition de Birds Eye Foods Birds le géant de l'agro-alimentaire américain.Birds Eye Foods
En Europe, Vestar a fait l'acquisition de Sab Wabco, Seves et le leader en service de funérailles le groupe OGF. 

## Portfolio Complet de Vestar
- AZ Electronic Materials
- CCS Corporation
- MediMedia USA, Inc.
- National Mentor Holdings, Inc.
- Nybron Flooring International
- Paris Re
- Press Ganey Associates, Inc.
- Radiation Therapy Services, Inc.
- Seves S.p.A.
- Sun Products Corporation
- Argo-Tech Corporation
- Birds Eye Foods, Inc.
- Border Media Partners, LLC
- Duff & Phelps
- DynaVox Systems, LLC
- Essent Healthcare, Inc.
- Fiorucci S.p.A.
- FL Selenia S.p.A.
- Gleason Corporation
- Joerns Healthcare
- MCG Capital Corporation
- Michael Foods, Inc.
- Montpelier Re Holdings, Ltd.
- Nybron Flooring International
- OGF Group
- SAB Wabco Group AB
- Solo Cup Company
- Sunrise Medical, Inc.
- Symetra Financial Corporation
- Validus Re, Ltd.
- Valor Communications Group, LLC
- Wilton Re Holdings, Ltd.
- ZML Industries S.p.A.
- Advanced Organics, Inc.
- Consolidated Container Company
- Gold Toe Corporation
- Insight Communications Company
- Russell-Stanley Holdings, Inc.
- Sheridan Healthcare, Inc.
- Siegel+Gale Holdings, Inc.
- St. John Knits, Inc.
- Sun Apparel, Inc.
- TransMontaigne, Inc.
- Valor Communications Group, LLC
- Aearo Corporation
- Anvil Knitwear, Inc.
- Clark-Schwebel, Inc.
- Pinnacle Automation, Inc.
- Prestone Products Corporation
- Pyramid Communications, Inc.
- RedPrairie Corporation
- Remington Products Corporation
- Wabtec Corporation
- Argo-Tech Corporation
- Celestial Seasonings, Inc.
- Consolidated Cigar Company
- Hampshire Chemical Corporation
- International AirParts Corporation
- La Petite Academy, Inc.
- MAG Aerospace Industries, Inc.
- Perfect Fit Industries, Inc.
- Russell-Stanley Holdings, Inc.
- Super D Drugs Corporation
- Wabtec Corporation